# Булгаков Микола Петрович (науковець)
Булгаков Микола Петрович (нар. 7 грудня 1929, с. Ясенки, тепер Горшеченського р-ну Курської обл. — 7 вересня 2004) — академік НАН України (1992) у галузі океанології, фізичної океанографії, геофізики та гідрології.
Закінчив спочатку геологорозвідувальний технікум у м. Старий Оскол (1946), а потім Вище арктичне морське уч-ще ім. адмірала С. О. Макарова в Ленінграді (1948). Після трирічної зимівлі в Арктиці вступив в аспірантуру при Інституті океанографії АН СРСР за спеціальністю «фізична океанографія». Захистив кандидатську дисертацію. Працював у Тихоокеанському відділенні Інституту океанології ім. П. П. Ширшова АН СРСР.
З 1976 працював в Морському гідрофізичному інституті АН УРСР (з 1984 — ген. директор Гвінейського н.-д. центру цього ін-ту).

## Наукові дослідження проблем гідрофізики
Науковий керівник міжнародного проекту (ПОЛІМОДЕ) по вивченню Карибського моря та прилеглих районів Атлантичного океану, вивченню крупномасштабної термохалінної, гідрохімічної, кінематичної структур вод, їх мінливості, переносом і перерозподілом теплової енергії. Найважливіші наукові результати вченого знайшли відображення у багатьох монографіях.